# Celatopesia
Celatopesia is een geslacht van kreeftachtigen uit de klasse van de Malacostraca (hogere kreeftachtigen).

## Soorten
- Celatopesia concava (Stimpson, 1871)
- Celatopesia hassleri (Rathbun, 1925)